# Novotróitskoie (Sakhalín)
|  | Per a altres significats, vegeu «Novotróitskoie». |

Novotróitskoie (en rus: Новотроицкое) és un poble de l'óblast de Sakhalín, a l'Extrem Orient de Rússia, que el 2013 tenia 500 habitants. Pertany al districte d'Aniva.